# Santa Maria Maddalena in Cannaregio

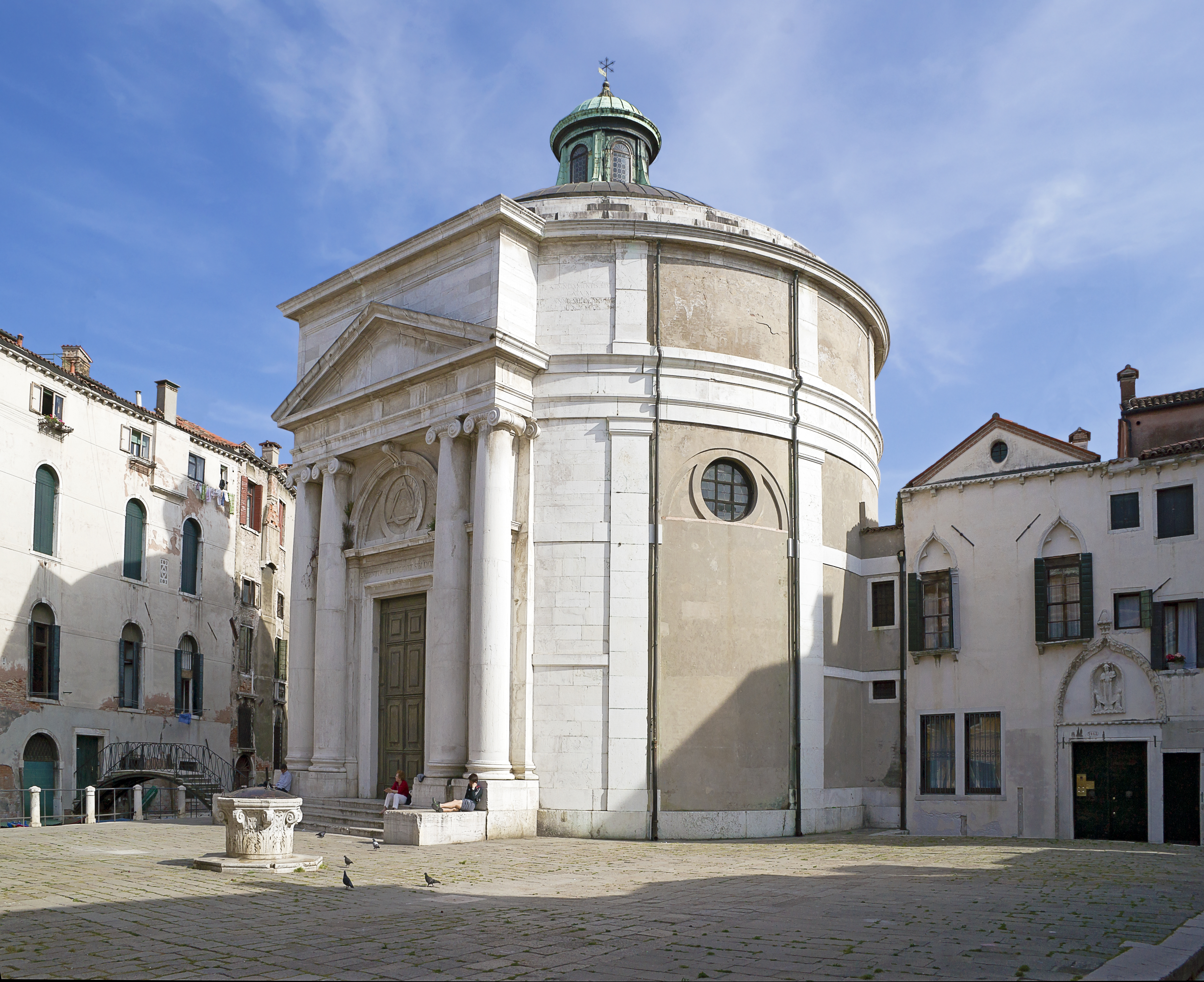
La Maddalena nebst Campo

Santa Maria Maddalena in Cannaregio, häufig La Maddalena genannt, ist eine Kirche im Sestiere Cannaregio am gleichnamigen Campo in Venedig. Der heutige Bau entstand zwischen 1763 und 1778.
Spätestens 1155 befand sich an der Stelle der heutigen Kirche ein Oratorium, das sich im Besitz der Adelsfamilie Balbo befand, bzw. an der Stelle der ehemaligen Hausburg, des Castel Baffo. Nach dem Ende eines der vier Kriege, die Venedig gegen Genua führte, und der 1356 endete, beschloss der Senat, alljährlich öffentliche Feierlichkeiten zu Ehren der hl. Maria Magdalena abzuhalten. Dazu wurde das Gebäude erweitert und ein Turm angefügt, aus dem später ein Campanile wurde. An der Außenseite der Apsis befindet sich eine Madonna mit Kind aus dem 15. Jahrhundert. Das Portal erinnert an die Balbo und spielt wahrscheinlich auf deren Rolle im Templerorden an.
1701 wurden die Altäre auf Veranlassung des Gemeindepriesters Francesco Riccardi umgebaut. 1760 wurde das Gebäude abgerissen und zwischen 1763 und 1778 unter Leitung von Tommaso Temanza (1705–1789) vollständig neu gebaut. Temanza ließ sich dabei vom römischen Pantheon inspirieren und ließ einen entsprechenden Rundbau mit sechs Seiten, die sich mit tiefen Nischen abwechseln und mit vier Seitenkapellen und einem Chor errichten. Temanza schuf somit ein außen rundes Gebäude, das innen zwölfeckig war. Er wurde in der von ihm geschaffenen Kirche beigesetzt. 

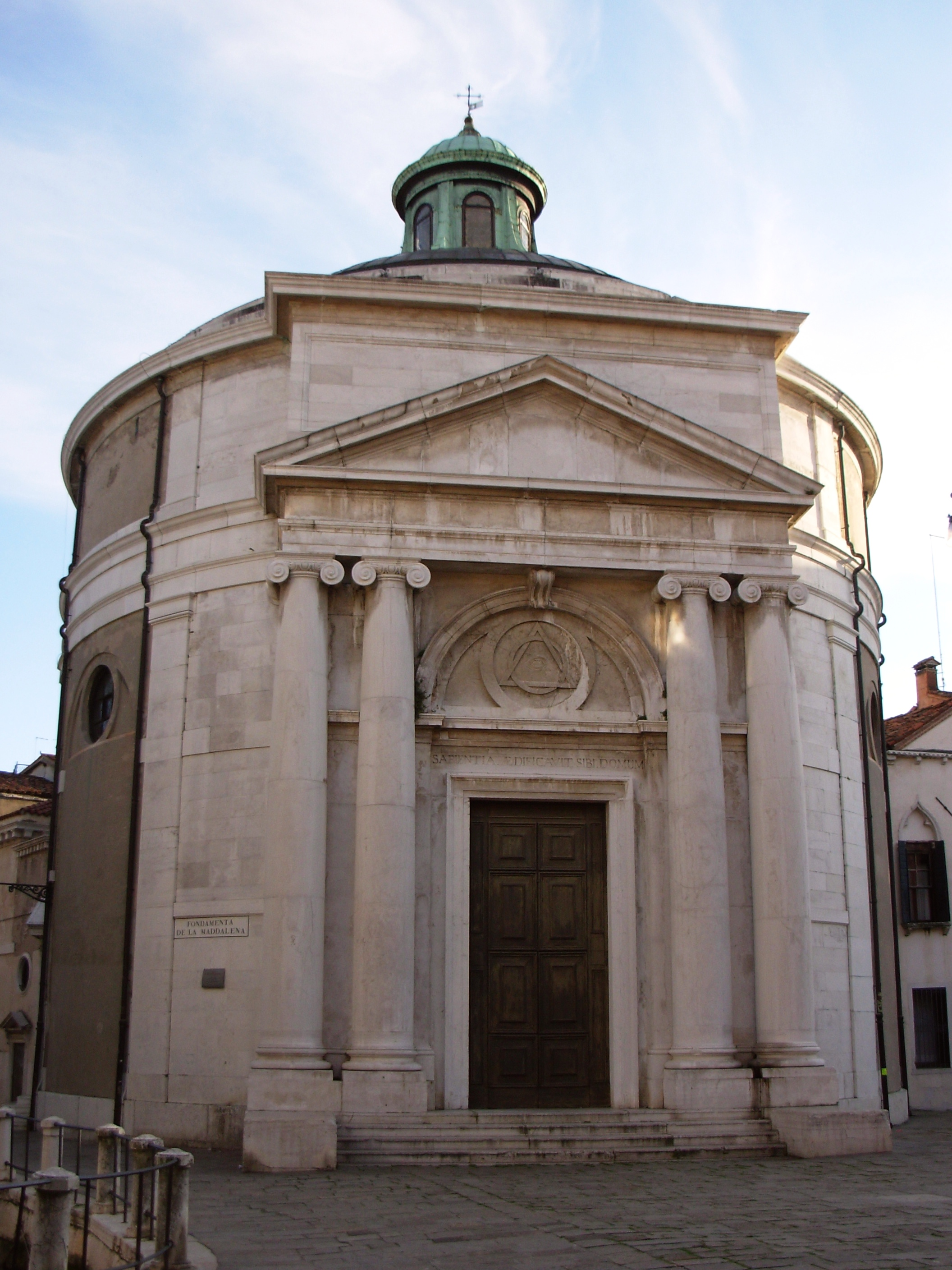
Portalseite

Während der französischen Herrschaft verlor die Kirche 1810 ihren Status als Gemeindekirche, 1820 wurde sie geschlossen, um erneut als Oratorium zu dienen. Der Glockenturm wurde 1888 abgerissen. Heute gehört die Kirche zur Gemeinde San Marcuola. 
Zwölf ionische Säulen, die die Apostel symbolisieren, tragen die Kuppel. Vier ionische Halbsäulen tragen das Tympanon und die Attika. In der Lünette des Portals befindet sich eine allegorische Darstellung der salomonischen und der göttlichen Weisheit. Rechts neben dem Eingang befindet sich im Innenraum ein Gemälde von Giandomenico Tiepolo, Das Letzte Abendmahl.